# Chasse-sur-Rhône
Chasse-sur-Rhône è un comune francese di 5 204 abitanti situato nel dipartimento dell'Isère della regione dell'Alvernia-Rodano-Alpi.

## Società

### Evoluzione demografica
Abitanti censiti

### Gemellaggi
- Campobello di Licata